# Henri Cons
Pour les articles homonymes, voir Cons.
Henri Cons, né à Orléans le 22 octobre 1839 et mort à Poitiers le 3 février 1909, est un professeur de géographie, puis recteur.

## Biographie
Il commence ses études à Orléans, les poursuit à Paris et devient agrégé d'histoire géographie en 1869. Il soutient un doctorat ès lettre à la Sorbonne en 1882.
Il commence à enseigner en 1858 dans différentes villes. Il est professeur d'histoire au lycée de Tours (1869-1871) puis de Montpellier (1871-1879). Il est maître de conférences de géographie à la faculté des lettres de Montpellier de 1879 à 1883, où il crée la Société languedocienne de géographie.
Il est nommé professeur d'histoire-géographie des temps modernes à l'université de Douai en 1883,transférée à Lille en 1887, puis professeur sur la première chaire de géographie de l'université de Lille en 1893. Il enseigne également à l'École supérieure de commerce de Lille et à l'Institut industriel du Nord. Il est alors membre de l'Union géographique du Nord de la France.
Il quitte Lille en 1896, remplacé par Édouard Ardaillon, pour exercer les fonctions de recteur de l'Académie de Poitiers.

## Décoration
- Chevalier de la Légion d'honneur (29 mai 1895)[6]

## Publications majeures
- 1879 L'Austro-Hongrie et l'Italie, leçon faite à l'ouverture des Conférences de géographie à la Faculté des lettres de Montpellier, impr. de Boehm et fils, 27 p.[7]
- 1882 La Province romaine de Dalmatie, doctorat en Sorbonne: Paris : E. Thorin, 415 p.[8]
- 1884  La Colonisation française au Canada, conférence faite aux Sociétés de géographie de Béthune, Douai et Dunkerque, Douai : Impr. de O. Duthilleul, 23 p.[9]
- 1888 Le Nord pittoresque de la France, avec une introduction par Léon Moy, Paris : H. Lecène et H. Oudin, 319 pages[10]
- 1896 Précis d'histoire du commerce, Paris : Berger-Levrault et Cie, deux volumes de 328 et 398 pages[11],[12]